# Oclusiva retroflexa sorda
La consonant oclusiva retroflexa sorda és un fonema que es transcriu [ʈ] en l'AFI, és a dir amb el símbol de [t] més la cua que indica retroflex (que vol dir que s'articula recolzant la punta i la meitat de la llengua al paladar superior).
Aquest so està present en llengües com l'hindi, l'urdu i altres properes. No existeix en català.

## Característiques
- És una consonant.
- És sorda perquè no vibren les cordes vocals.
- És oclusiva, ja que hi ha una interrupció total del pas de l'aire.
- És un so oral.